# Rivière Torcelle
La rivière Torcelle est un cours d'eau qui coule dans le département de l'Ouest à Haïti, et un petit fleuve côtier qui a son embouchure en mer des Caraïbes.

## Géographie
Ce fleuve qui se jette dans le golfe de la Gonâve à l'Ouest de la ville de Cabaret. Il prend sa source dans le chaîne des Matheux.
Son cours mesure environ une vingtaine de kilomètres de long. 
Lors des tempêtes et durant l'ouragan Ike, la rivière Torcelle déborde et inonde la ville de Cabaret. Cette ville se trouve prise en étau entre les débordements de cette rivière située à l'Ouest et la rivière Bretelle située à l'Est. Lors du passage de cet ouragan, en 2008, la rivière Torcelle a tout balayé depuis le territoire du village de Fonds des Blancs où la rivière prend sa source.